# Gilbert z Sempringham
Gilbert z Sempringham (ur. ok. 1083 w Sempringham w Anglii, zm. 4 lutego 1189 tamże) – normański zakonnik, teolog, założyciel gilbertynów (jedynego zakonu angielskiego powstałego w średniowieczu) i jego pierwszy generał, święty Kościoła katolickiego.
Był synem rycerza normańskiego, po którym odziedziczył posiadłość w hrabstwie Lincoln, otrzymaną przez ojca od Wilhelma Zdobywcy (zm. 1087) za zasługi wojenne. Studia teologiczne Gilbert odbył w Paryżu, a sakrament święceń otrzymał po powrocie do kraju, w 1123 roku.
W Sempringham założył dwa klasztory: w 1131 (lub w 1130) żeński o regule św. Benedykta i ścisłej klauzurze, a w 1147 męski - uformowany na wzór statutów cysterskich (za zgodą papieża Eugeniusza III, po uprzedniej odmowie cystersów z opactwa Citeaux). Zakonników nazywano gilbertynami, a sam Gilbert został jego pierwszym generałem. Kierownictwo duchowe nad gilbertynami objęli kanonicy regularni. Bracia zajmowali się prowadzeniem szpitali i schronisk dla ludzi biednych.
W 1165 Gilbert został uwięziony pod fałszywym zarzutem pomagania w ucieczce z kraju Tomasza Becketa z Canterbury. Oczyszczono go jednak od tego zarzutu. Kiedy miał już 90 lat, część braci z jego zakonu zaczęła się buntować, ale papież Aleksander III utrzymał Gilberta na urzędzie generała zakonu. Gilbert zrezygnował ze swej funkcji w bardzo podeszłym wieku z uwagi na ślepotę; po rezygnacji został prostym mnichem.
Zmarł mając ponad 100 lat w rodzinnym mieście. W 12 lat później jego relikwie uroczyście przeniesiono do miejscowego kościoła.
Został kanonizowany przez Innocentego III w dniu 11 stycznia 1202. Był jednym z pierwszych świętych, których kanonizacja odbyła się w uroczystej formie.
Jego wspomnienie liturgiczne obchodzone jest w Kościele katolickim 4 lutego.